# 8665 Daun-Eifel
8665 Daun-Eifel là một tiểu hành tinh vành đai chính với chu kỳ quỹ đạo là 1321.3937092 ngày (3.62 năm).
Nó được phát hiện ngày 8 tháng 4 năm 1991.